# Sba
Sba (georgiska: სბა; ossetiska: Сыбайы дон) är ett vattendrag i Georgien. Det ligger i den centrala delen av landet, 110 km nordväst om huvudstaden Tbilisi. Sba mynnar som högerbiflod i Ermanistsqali.